# Elecciones estatales del Sarre de 2012
Las elecciones estatales del Sarre de 2012 se celebraron en el estado federado de Sarre (Alemania), el 25 de marzo de 2012. La CDU, liderada por la titular  Ministra Presidenta Annegret Kramp-Karrenbauer, recibió la mayoría de los votos y formó una gran coalición con el SPD. El 9 de mayo, Kramp-Karrenbauer fue reelegida como Ministra-Presidenta.

## Antecedentes
La llamada "coalición Jamaica" (integrada por la CDU, el FDP y Los Verdes, y llamada de esta manera ya que la bandera de Jamaica tiene los tres colores de los partidos) liderada por la CDU, se disolvió el 6 de enero de 2012.  La decisión se basó en los problemas internos del Partido Democrático Liberal. Annegret Kramp-Karrenbauer, Ministra Presidenta de Sarre y presidenta de la CDU en dicho estado, declaró que "La cooperación creíble y confiable no es completamente posible en esta coalición". La CDU entró en negociaciones de coalición con el Partido Socialdemócrata, lo que finalmente fracasó, lo que llevó a una elección anticipada.

## Los partidos y candidatos
Los siguientes partidos fueron aprobados:
| Partido | Partido                                                                                       | Abreviatura        | Listas de circunscripción | Miembros | Resultados de 2009 | Fundación del partido en Sarre | Candidato(a)               |
| ------- | --------------------------------------------------------------------------------------------- | ------------------ | ------------------------- | -------- | ------------------ | ------------------------------ | -------------------------- |
|         | Unión Demócrata Cristiana de Sarre                                                            | CDU                | 3                         | 19.000   | 34,5 %             | 1955                           | Annegret Kramp-Karrenbauer |
|         | Partido Socialdemócrata de Sarre                                                              | SPD                | 3                         | 21.000   | 24,5 %             | 1955                           | Heiko Maas                 |
|         | Die Linke                                                                                     | DIE LINKE          | 3                         | 2.400    | 21,3 %             | 2007                           | Oskar Lafontaine           |
|         | Partido Democrático Liberal                                                                   | FDP                | 3                         | 1.500    | 9,2 %              | 1955                           | Oliver Luksic              |
|         | Alianza90/Los Verdes                                                                          | GRÜNE              | 3                         | 1.400    | 5,9 %              | 1979                           | Simone Peter               |
|         | Partido de las Familias de Alemania                                                           | FAMILIE            | 3                         | 150      | 2,0 %              | 1989                           | Roland Körner              |
|         | Partido Nacionaldemócrata de Alemania                                                         | NPD                | 3                         | 100      | 1,5 %              | 1964                           | Frank Franz                |
|         | Freie Wähler                                                                                  | FREIE WÄHLER       | 3                         | 70       | —                  | 2011                           | Bernd Richter              |
|         | Initiative Direkte Demokratie                                                                 | DIREKTE DEMOKRATIE | 1                         | 60       | —                  | 2012                           | Michael Elicker            |
|         | Partei für Arbeit, Rechtsstaat, Tierschutz, Elitenförderung und basisdemokratische Initiative | Die PARTEI         | 2                         | 87       | —                  | 2012                           | Alexander Senzig           |
|         | Partido Pirata de Alemania                                                                    | PIRATEN            | 3                         | 385      | —                  | 2009                           | Jasmin Maurer              |

Los partidos que no estaban representados anteriormente en el Landtag, tuvieron que recolectar 300 firmas para la aprobación de sus listas de circunscripción.

## Encuestas
Se realizaron las siguientes encuestas de opinión durante la campaña:
| Realizador de la encuesta | Fecha      |      |      |      |     |     | Piraten | Otros |
| ------------------------- | ---------- | ---- | ---- | ---- | --- | --- | ------- | ----- |
| Forschungsgruppe Wahlen   | 16.03.2012 | 34 % | 34 % | 15 % | 2 % | 5 % | 6 %     | 4 %   |
| Infratest dimap           | 15.03.2012 | 33 % | 33 % | 16 % | 3 % | 5 % | 6 %     | 4 %   |
| Forsa                     | 09.03.2012 | 35 % | 37 % | 14 % | 1 % | 4 % | 5 %     | 4 %   |
| Infratest dimap           | 23.02.2012 | 35 % | 36 % | 15 % | 2 % | 4 % | 5 %     | 3 %   |
| Emnid                     | 27.01.2012 | 36 % | 36 % | 15 % | 2 % | 5 % | 4 %     | 2 %   |
| Forschungsgruppe Wahlen   | 26.01.2012 | 34 % | 38 % | 13 % | 2 % | 6 % | 5 %     | 2 %   |

Para la pregunta, ¿a quién elegiría directamente como primer ministro del Sarre?, los encuestados respondieron de la siguiente manera:
| Realizador de la encuesta | Fecha      | Kramp-Karrenbauer | Maas | Lafontaine | Ninguno | No sabe |
| ------------------------- | ---------- | ----------------- | ---- | ---------- | ------- | ------- |
|                           |            |                   |      |            |         |         |
| Infratest dimap           | 25.03.2012 | 46 %              | 42 % | —          | —       | —       |
| Forschungsgruppe Wahlen   | 25.03.2012 | 40 %              | 45 % | —          | —       | —       |
| Forschungsgruppe Wahlen   | 16.03.2012 | 42 %              | 41 % | —          | 8 %     | 9 %     |
| Infratest dimap           | 15.03.2012 | 38 %              | 38 % | —          | 14 %    | 10 %    |
| Forsa                     | 09.03.2012 | 36 %              | 33 % | 14 %       | 17 %    | —       |
| Infratest dimap           | 23.02.2012 | 42 %              | 43 % | —          | 7 %     | 8 %     |
| Emnid                     | 27.01.2012 | 40 %              | 42 % | —          | —       | —       |
| Forschungsgruppe Wahlen   | 26.01.2012 | 40 %              | 43 % | —          | 7 %     | 10 %    |

## Resultados
|                |                    | Votos   | %    | Diferencia | Escaños | Diferencia |
| -------------- | ------------------ | ------- | ---- | ---------- | ------- | ---------- |
| Hab. inscritos | Hab. inscritos     | 797 512 |      |            |         |            |
| Votantes       | Votantes           | 491 591 | 61,6 | –6,0       |         |            |
| Votos nulos    | Votos nulos        | 10 297  | 2,1  | +0,4       |         |            |
| Votos válidos  | Votos válidos      | 481 294 | 97,9 | –0,4       |         |            |
|                | CDU                | 169 617 | 35,2 | +0,7       | 19      | 0          |
|                | SPD                | 147 170 | 30,6 | +6,0       | 17      | +4         |
|                | LINKE              | 77 612  | 16,1 | –5,1       | 9       | –2         |
|                | PIRATEN            | 35 656  | 7,4  | +7,4       | 4       | +4         |
|                | GRÜNE              | 24 252  | 5,0  | –0,9       | 2       | –1         |
|                | FAMILIE            | 8394    | 1,7  | –0,3       | —       | —          |
|                | FDP                | 5871    | 1,2  | –8,0       | —       | –5         |
|                | NPD                | 5606    | 1,2  | –0,3       | —       | —          |
|                | FREIE WÄHLER       | 4173    | 0,9  | +0,9       | —       | —          |
|                | Die PARTEI         | 2222    | 0,5  | +0,5       | —       | —          |
|                | Direkte Demokratie | 721     | 0,1  | +0,1       | —       | —          |

## Consecuencias
Después de haber sido reelegido como el partido más grande en el Parlamento, la CDU se encargó de la formación del gobierno. La Ministra Presidenta Annegret Kramp-Karrenbauer dijo que estaba tratando de formar una gran coalición con el SPD, la cual tendría 37 escaños en total. Ambos partidos llegaron a un acuerdo de coalición el 24 de abril de 2012. Este establecía que la CDU y el SPD tendrían 3 ministerios cada uno.
El 9 de mayo de 2012 el nuevo gobierno de Kramp-Karrenbauer ganó el voto de confianza, con 37 votos. Hubo 12 votos en contra y 2 abstenciones. Su gabinete fue aprobado posteriormente por el Parlamento con el mismo número de votos.